# Heteracris sabaea
Heteracris sabaea är en insektsart som beskrevs av Popov, G.B. 1981. Heteracris sabaea ingår i släktet Heteracris och familjen gräshoppor. Inga underarter finns listade i Catalogue of Life.